# Letov Š-13
De Letov Š-13 is een Tsjechoslowaaks eenzits dubbeldekker jachtvliegtuig gebouwd door Letov. De Š-13 is ontworpen door ingenieur Alois Šmolík. Het toestel vloog voor het eerst in 1924. De ontwikkeling van de Š-13 vond parallel plaats aan die van de Š-14. Van de Š-13 is slechts één prototype gebouwd.

## Specificaties
- Bemanning: 1, de piloot
- Lengte: 6,97 m
- Spanwijdte: 9,00 m
- Hoogte: 2,86 m
- Vleugeloppervlak: 20,00 m2
- Leeggewicht: 790 kg
- Volgewicht: 1 166 kg
- Motor: 1× door Škoda in licentie gebouwde Hispano-Suiza 8Fb V-8, 220 kW (300 pk)
- Maximumsnelheid: 230 km/h
- Kruissnelheid: 200 km/h
- Vliegbereik: 550 km
- Plafond: 6 400 m